# Parafia Zwiastowania Najświętszej Maryi Panny w Skępem
Parafia pw. Zwiastowania Najświętszej Maryi Panny w Skępem – parafia należąca do dekanatu tłuchowskiego, diecezji płockiej, metropolii warszawskiej.

## Historia parafii
Pierwsze wzmianki o parafii pw. św. Stanisława ze Szczepanowa pochodzą z 1453 r. Wskutek spalenia się kościoła parafialnego została ona w 1777 r. przeniesiona do położonego na podmiejskim Wymyślinie klasztoru bernardynów pw. Zwiastowania NMP – sanktuarium Matki Bożej Skępskiej. 
Jest to najstarsza parafia, jaką opiekują się bernardyni.

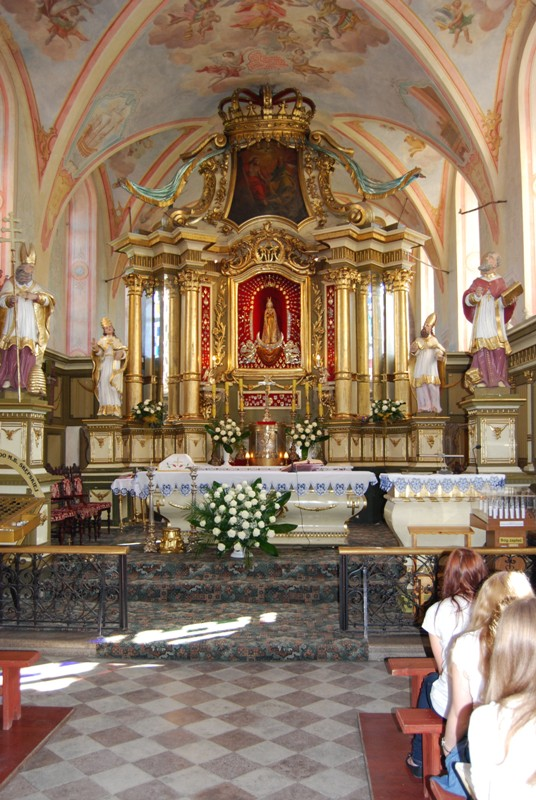
Ołtarz z cudowną figurą Matki Bożej